# Zetor 25

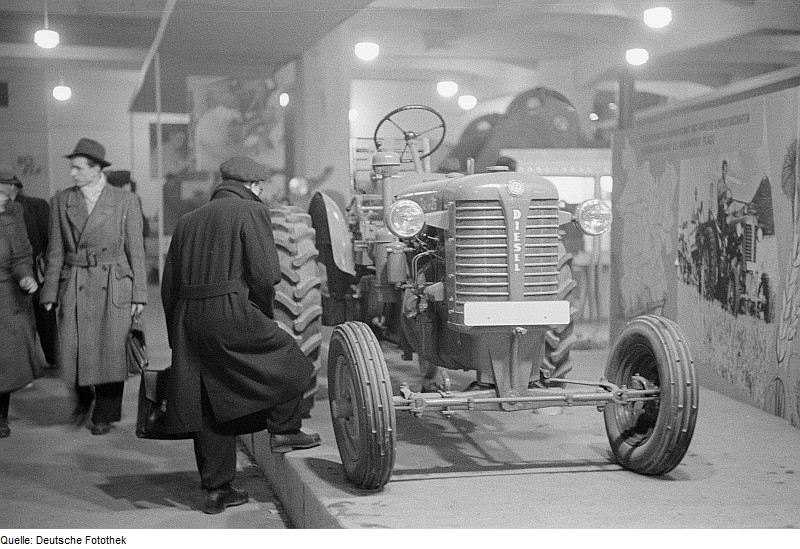
Zetor 25

Zetor 25 – ciągnik rolniczy produkowany w czechosłowackiej fabryce Zbrojovka Brno w latach 1946-1949, pierwszy ciągnik marki Zetor. 
Prototyp tego traktora powstał już w listopadzie 1945, początkowo miał oznaczenie Z25. Nazwa "Zetor" powstała z liter "Zet", czyli pierwszej litery nazwy Zbrojovka i "or", czyli ostatnich liter słowa traktor. W lipcu 1946 nastąpiła produkcja. Zetor 25 szybko zdobył miano podstawowego ciągnika Czechosłowacji. W roku 1947 eksportowano go już do Danii, Holandii, Niemiec i Skandynawii. Do końca 1947 roku wyprodukowano 3406 sztuk, co stanowiło 60% ciągników rolnictwa Czechosłowacji.
Jesienią 1947 w ramach ówczesnych umów międzynarodowych o współpracy została wysłana do Polski pierwsza próbna partia ciągników Zetor 25 (300 sztuk). W czerwcu 1948 rozpoczął się eksport do Polski.

## Przeznaczenie
Prace polowe różnego typu.  

## Dane techniczne
- moc silnika - 26 KM
- liczba cylindrów - 2
- pojemność 2078 cm
- średnica/skok tłoka - 105/120 mm
- stopień sprężania - 18:1
- typ pompy wtryskowej - Z
- prądnica - PAL DGD 28 lub PAL DGD 40
- sprzęgło - jednotarczowe
- zapalenie - za pomocą korby, a w późniejszych egzemplarzach za pomocą elektrycznego rozrusznika
- kierownica - czteroramienna
- hamulec - mechaniczny, niezależny na oba tylne koła
- długość - 320 cm
- waga przednich obciążników - jedna sztuka 40 kg dwie sztuki 80 kg

## Modyfikacje
W 1949 roku przeprowadzono modernizację modelu, wyposażając ciągniki między innymi w podnośnik hydrauliczny TUZa, blokator mechanizmu różnicowego i wprowadzając podtypy:
- Z 25K - przeznaczony do prac uprawowych, miał wąskie i wysokie koła tylne, podwyższony do 50 cm prześwit pod ciągnikiem, zmienione przełożenia skrzyni biegów,
- Z 25A - przeznaczony do orki i uprawy roli,
- Z 25T - bez podnośnika hydraulicznego, ale z możliwością instalacji, przeznaczony m.in. do transportu.

Zmodyfikowane ciągniki były produkowane do 1961 roku w którym to zostały zastąpione modelami z serii UR1 Zetor 2011/2023.